# 松永清彦
松永 清彦（まつなが きよひこ、1945年（昭和20年）9月26日 - ）は、日本の政治家。岐阜県海津市長（4期）。岐阜県議会議員（2期）。

## 来歴
岐阜県海津郡平田町（現・海津市）出身。平田町立海西小学校、学校組合立今尾中学校、岐阜県立岐阜高等学校を経て、1968年（昭和43年）3月、岐阜薬科大学卒業。同年4月、塩野義製薬に就職。1998年（平成10年）6月、同社を退社。
1999年（平成11年）4月の岐阜県議会議員選挙で初当選。2003年（平成15年）、再選。県議時代は自由民主党に所属した。2005年（平成17年）3月25日に県議を辞職した。

### 2005年海津市長選挙
同月28日、海津郡の海津町、南濃町、平田町の3町が合併し、海津市が誕生。これに伴って同年5月8日に行われた市長選挙に自民党・公明党の推薦を得て立候補し、初当選した。同日、就任した。
※当日有権者数：31,937人 最終投票率：70.95%（前回比：-pts）
| 候補者名 | 年齢 | 所属党派 | 新旧別 | 得票数   | 得票率 | 推薦・支持 |
| -------- | ---- | -------- | ------ | -------- | ------ | ---------- |
| 松永清彦 | 59   | 無所属   | 新     | 14,104票 | 63.2%  | -          |
| 牧野誠照 | 64   | 無所属   | 新     | 7,451票  | 33.4%  | -          |
| 六鹿正規 | 52   | 無所属   | 新     | 747票    | 3.3%   | -          |

2009年（平成21年）、無投票により再選。2013年（平成25年）、無投票により3選。

### 2017年海津市長選挙
2017年（平成29年）、元市議会副議長と元市議の新人2人を破り4選。
※当日有権者数：30,135人 最終投票率：54.31%（前回比：-pts）
| 候補者名 | 年齢 | 所属党派 | 新旧別 | 得票数  | 得票率 | 推薦・支持 |
| -------- | ---- | -------- | ------ | ------- | ------ | ---------- |
| 松永清彦 | 71   | 無所属   | 現     | 6,951票 | 42.8%  | -          |
| 藤田敏彦 | 65   | 無所属   | 新     | 5,684票 | 35.0%  | -          |
| 松田芳明 | 61   | 無所属   | 新     | 3,612票 | 22.2%  | -          |

2021年（令和3年）5月7日、任期満了をもって退任した。
2022年（令和4年）11月3日、秋の叙勲において、旭日中綬章を受章した。